# Lista de singles número um na Gaon Digital Chart em 2018
A parada digital da Gaon classifica as músicas com melhor desempenho na Coreia do Sul através de dados coletados pela Korea Music Content Industry Association. É constituída através de uma parada semanal e uma parada mensal. Abaixo está uma lista de canções que alcançaram as melhores posições em tais paradas.

## Parada semanal

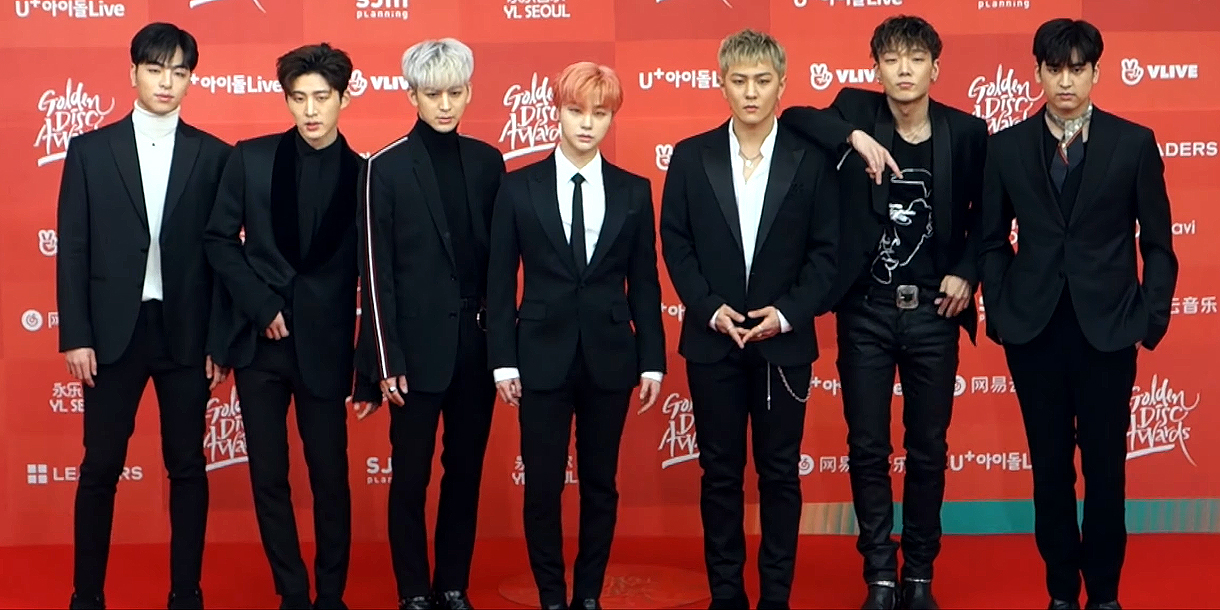
"Love Scenario" de iKON (foto) alcançou o topo da parada por seis semanas consecutivas, o mais longo até então, sendo a canção com melhor desempenho do ano

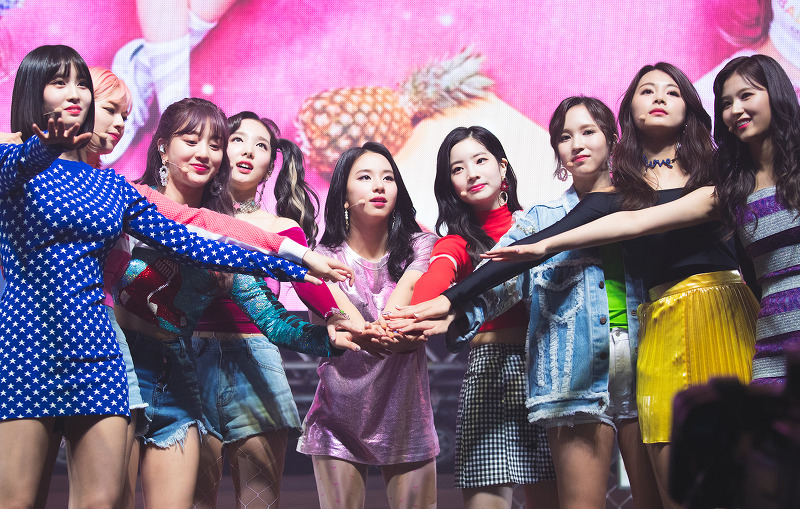
Twice (foto) conseguiu emplacar três canções para a primeira posição da tabela em 2018, sendo elas "What Is Love?", "Dance the Night Away" e "Yes or Yes".

| † | Indica a canção com melhor desempenho na parada digital semanal da Gaon em 2018 |

| Data            | Canção                                                                                     | Artista(s)      | Ref    |
| --------------- | ------------------------------------------------------------------------------------------ | --------------- | ------ |
| 6 de janeiro    | "Sound of Winter" (겨울소리)                                                               | Park Hyo-shin   | [ 2 ]  |
| 13 de janeiro   | "Good Old Days" (그날처럼)                                                                 | Jang Deok Cheol | [ 3 ]  |
| 20 de janeiro   | "Good Old Days" (그날처럼)                                                                 | Jang Deok Cheol | [ 4 ]  |
| 27 de janeiro   | "Good Old Days" (그날처럼)                                                                 | Jang Deok Cheol | [ 5 ]  |
| 3 de fevereiro  | "Love Scenario" (사랑을 했다) †                                                            | iKON            | [ 6 ]  |
| 10 de fevereiro | "Love Scenario" (사랑을 했다) †                                                            | iKON            | [ 7 ]  |
| 17 de fevereiro | "Love Scenario" (사랑을 했다) †                                                            | iKON            | [ 8 ]  |
| 24 de fevereiro | "Love Scenario" (사랑을 했다) †                                                            | iKON            | [ 9 ]  |
| 3 de março      | "Love Scenario" (사랑을 했다) †                                                            | iKON            | [ 10 ] |
| 10 de março     | "Love Scenario" (사랑을 했다) †                                                            | iKON            | [ 11 ] |
| 17 de março     | "Flower Road" (꽃 길)                                                                      | Big Bang        | [ 12 ] |
| 24 de março     | "Flower Road" (꽃 길)                                                                      | Big Bang        | [ 13 ] |
| 31 de março     | "Flower Road" (꽃 길)                                                                      | Big Bang        | [ 14 ] |
| 7 de abril      | "Bar Code" (바코드)                                                                        | Haon e Vinxen   | [ 15 ] |
| 14 de abril     | "What Is Love?"                                                                            | Twice           | [ 16 ] |
| 21 de abril     | "Pass By" (지나오다)                                                                       | Nilo            | [ 17 ] |
| 28 de abril     | "Don't Give It to Me" (주지마)                                                             | Loco e Hwasa    | [ 18 ] |
| 5 de maio       | "Don't Give It to Me" (주지마)                                                             | Loco e Hwasa    | [ 19 ] |
| 12 de maio      | "Don't Give It to Me" (주지마)                                                             | Loco e Hwasa    | [ 20 ] |
| 19 de maio      | "Don't Give It to Me" (주지마)                                                             | Loco e Hwasa    | [ 21 ] |
| 26 de maio      | "Fake Love"                                                                                | BTS             | [ 22 ] |
| 2 de junho      | "Travel" (여행)                                                                            | Bolbbalgan4     | [ 23 ] |
| 9 de junho      | "Travel" (여행)                                                                            | Bolbbalgan4     | [ 24 ] |
| 16 de junho     | "Travel" (여행)                                                                            | Bolbbalgan4     | [ 25 ] |
| 23 de junho     | "Ddu-Du Ddu-Du" (뚜두뚜두)                                                                 | Blackpink       | [ 26 ] |
| 30 de junho     | "Ddu-Du Ddu-Du" (뚜두뚜두)                                                                 | Blackpink       | [ 27 ] |
| 7 de julho      | "Ddu-Du Ddu-Du" (뚜두뚜두)                                                                 | Blackpink       | [ 28 ] |
| 14 de julho     | "Dance the Night Away"                                                                     | Twice           | [ 29 ] |
| 21 de julho     | "Way Back Home"                                                                            | Shaun           | [ 30 ] |
| 28 de julho     | "Way Back Home"                                                                            | Shaun           | [ 31 ] |
| 4 de agosto     | "SoulMate"                                                                                 | Zico com IU     | [ 32 ] |
| 11 de agosto    | "Power Up"                                                                                 | Red Velvet      | [ 33 ] |
| 18 de agosto    | "Power Up"                                                                                 | Red Velvet      | [ 34 ] |
| 25 de agosto    | "Way Back Home"                                                                            | Shaun           | [ 35 ] |
| 1 de setembro   | "Idol"                                                                                     | BTS             | [ 36 ] |
| 8 de setembro   | "Siren" (사이렌)                                                                           | Sunmi           | [ 37 ] |
| 15 de setembro  | "Siren" (사이렌)                                                                           | Sunmi           | [ 38 ] |
| 22 de setembro  | "The Hardest Part" (우리 그만하자)                                                         | Roy Kim         | [ 39 ] |
| 29 de setembro  | "There Has Never Been a Day I Haven't Loved You" (하루도 그대를 사랑하지 않은 적이 없었다) | Im Chang-jung   | [ 40 ] |
| 6 de outubro    | "There Has Never Been a Day I Haven't Loved You" (하루도 그대를 사랑하지 않은 적이 없었다) | Im Chang-jung   | [ 41 ] |
| 13 de outubro   | "Bbibbi" (삐삐)                                                                            | IU              | [ 42 ] |
| 20 de outubro   | "Bbibbi" (삐삐)                                                                            | IU              | [ 43 ] |
| 27 de outubro   | "Bbibbi" (삐삐)                                                                            | IU              | [ 44 ] |
| 3 de novembro   | "Me After You" (너를 만나)                                                                 | Paul Kim        | [ 45 ] |
| 10 de novembro  | "Yes or Yes"                                                                               | Twice           | [ 46 ] |
| 17 de novembro  | "Solo"                                                                                     | Jennie          | [ 47 ] |
| 24 de novembro  | "Solo"                                                                                     | Jennie          | [ 48 ] |
| 1 de dezembro   | "Fiancé" (아낙네)                                                                          | Mino            | [ 49 ] |
| 8 de dezembro   | "Fiancé" (아낙네)                                                                          | Mino            | [ 50 ] |
| 15 de dezembro  | "180 Degrees" (180도)                                                                      | Ben             | [ 51 ] |
| 22 de dezembro  | "180 Degrees" (180도)                                                                      | Ben             | [ 52 ] |
| 29 de dezembro  | "180 Degrees" (180도)                                                                      | Ben             | [ 53 ] |

## Parada mensal
| † | Indica a canção com melhor desempenho na parada digital mensal da Gaon em 2018 |

| Mês       | Música                          | Artista(s)      | Ref    |
| --------- | ------------------------------- | --------------- | ------ |
| Janeiro   | "Good Old Days" (그날처럼)      | Jang Deok Cheol | [ 54 ] |
| Fevereiro | "Love Scenario" (사랑을 했다)   | iKON            | [ 55 ] |
| Março     | "Starry Night" (별이 빛나는 밤) | Mamamoo         | [ 56 ] |
| Abril     | "Pass By" (지나오다)            | Nilo            | [ 57 ] |
| Maio      | "Don't Give It to Me" (주지마)  | Loco e Hwasa    | [ 58 ] |
| Junho     | "Travel" (여행)                 | Bolbbalgan4     | [ 59 ] |
| Julho     | "Ddu-Du Ddu-Du" (뚜두뚜두)      | Blackpink       | [ 60 ] |
| Agosto    | "Way Back Home"                 | Shaun           | [ 61 ] |
| Setembro  | "Siren" (사이렌)                | Sunmi           | [ 62 ] |
| Outubro   | "Bbibbi" (삐삐)                 | IU              | [ 63 ] |
| Novembro  | "Me After You" (너를 만나)      | Paul Kim        | [ 64 ] |
| Dezembro  | "Fiancé" (아낙네)               | Mino            | [ 65 ] |